# Rama
Rama, Ram (Sanskriet: rāma, devanagari: राम) of Ramachandra (rāmacandra, रामचन्द्र) heeft een centrale rol binnen het hindoeïsme, en komt voor in het hindoeïstische epos Ramayana. Veel hindoes beschouwen hem als de zevende van de tien  belangrijkste avatars (incarnaties) van de god Vishnu. Ook geldt Rama als de ideale vorst, wiens regering een soort utopisch voorbeeld voor hindoeïstisch koningschap vormt.

## In deRamayana
Rama is in de Ramayana de oudste zoon van de koning van Ayodhya, voorbestemd voor de troon. Zijn stiefmoeder, die haar eigen zoon liever koning ziet worden, weet hem echter voor 15 jaar uit Ayodhya te verbannen. Rama brengt zijn ballingschap samen met zijn vrouw Sita door, maar zij wordt ontvoerd door Ravana, de koning der râkshasa's (demonen). Met behulp van de apenkoning Hanuman en zijn broer Lakshmana weet Rama de demonenkoning te verslaan. Nadat Sita door een aantal proeven haar onschuld heeft bewezen keren de overwinnaars terug naar Ayodhya, waar Rama tot vorst gekroond wordt. Zijn regering (de ramarajya) wordt beschouwd als het voorbeeld voor het ideale hindoeïstische koningschap.

## Rol binnen het hindoeïsme
Door een deel van de vaishnavisten en de meeste smartisten wordt Rama beschouwd als de zevende avatar (goddelijke incarnatie) van Vishnu en de belichaming van de absolute brahman en dharma.
Sommige hindoes menen dat de zandbanken in de zee-engte tussen Sri Lanka en Tamil Nadu zijn gebouwd door Rama en zijn apenleger. De Indiase regering was in 2007 van plan deze zee-engte, de Straat Palk te kanaliseren. De hindoeïstische partij BJP protesteerde hiertegen, waarna de regering liet onderzoeken of Rama werkelijk had bestaan. Er werden geen archeologische of historische bronnen gevonden, waarop grote verontwaardiging ontstond, en twee directeuren van de archeologische dienst door de minister van Cultuur, Ambiki Soni, werden ontslagen.

## Trivia
De raam was een naar Rama genoemde munteenheid die in 2003 gelanceerd werd door de organisatie van Maharishi Mahesh Yogi in samenwerking met Fortis Bank. De raam had een vastgelegde waarde van 10 euro.
Ook de sciencefiction boekenreeks Rendez-vous met Rama van Arthur C. Clarke dankt zijn naam aan Rama. In deze serie wordt een buitenaards object gevonden in de ruimte dat Rama genoemd wordt.

## Afbeeldingen

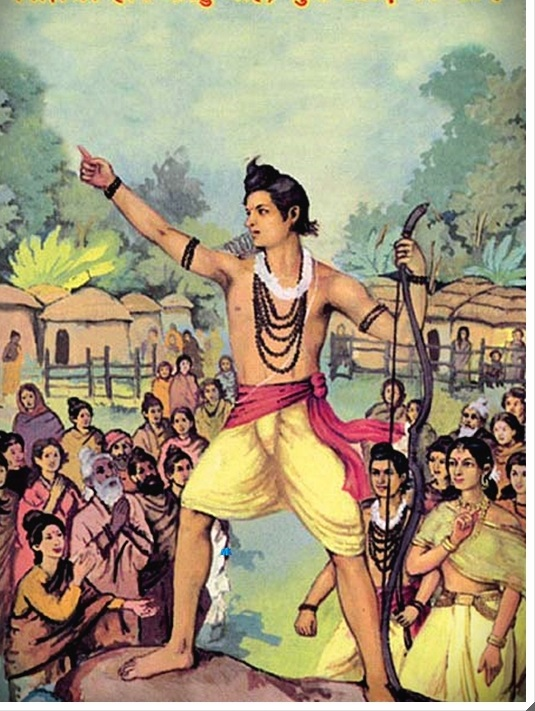
Rama in het bos
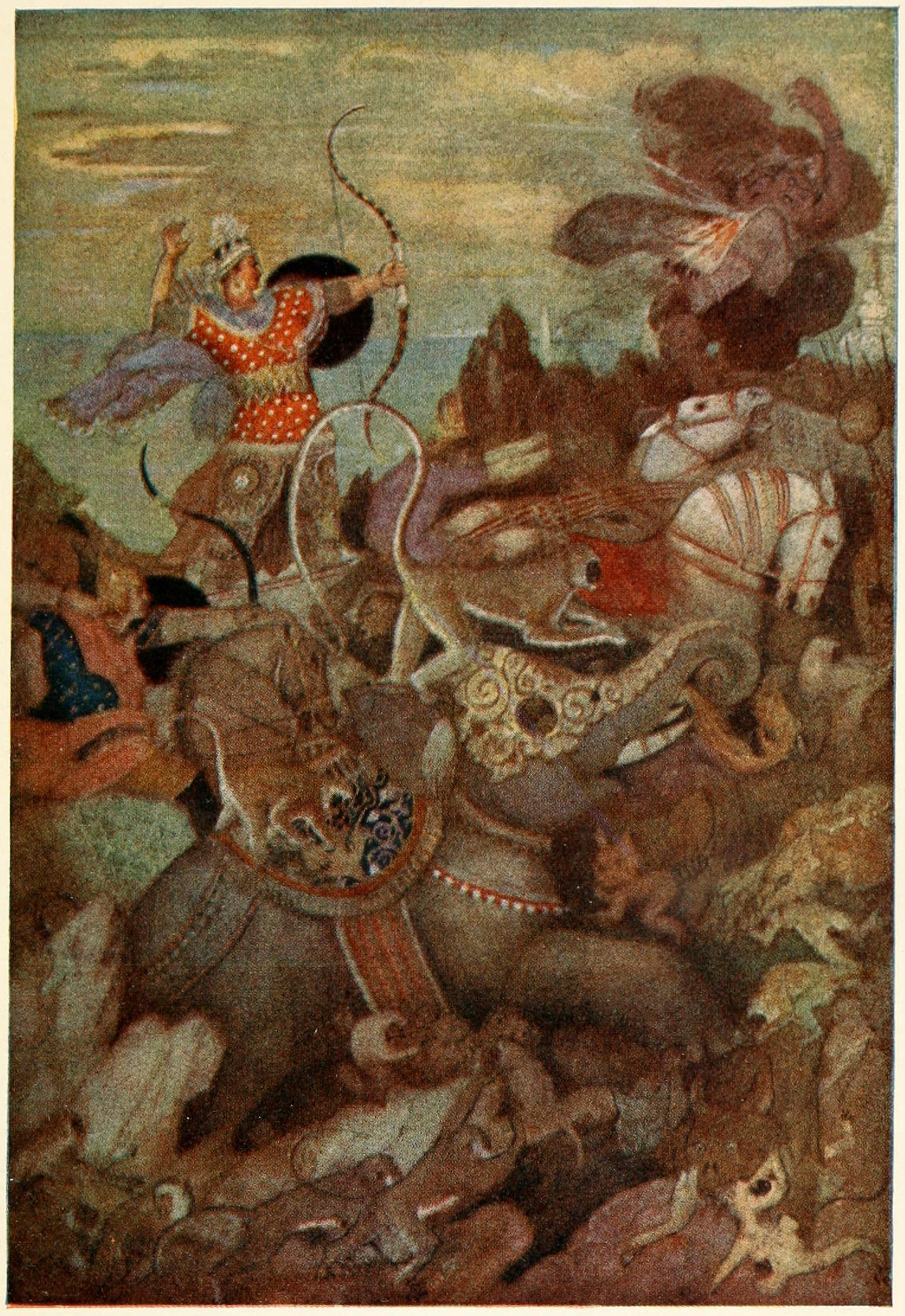
Rama verdedigd zichzelf tegen een machtige vijand
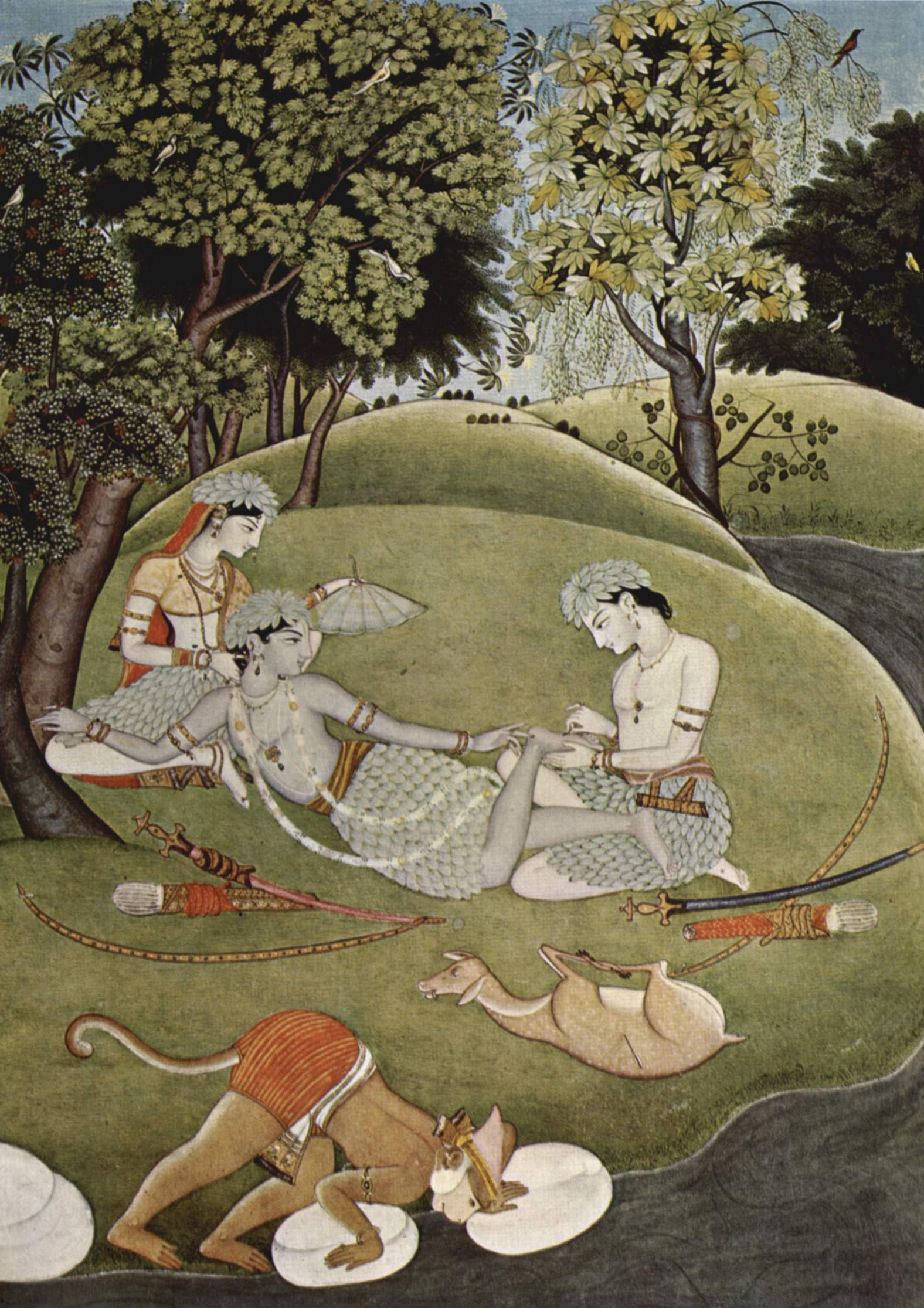
Sita, Rama, Lakshmana en Hanuman in het woud (1780)
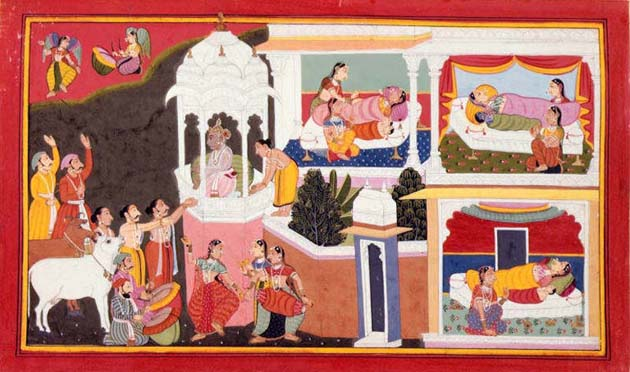
De geboorte van Rama en zijn drie broers
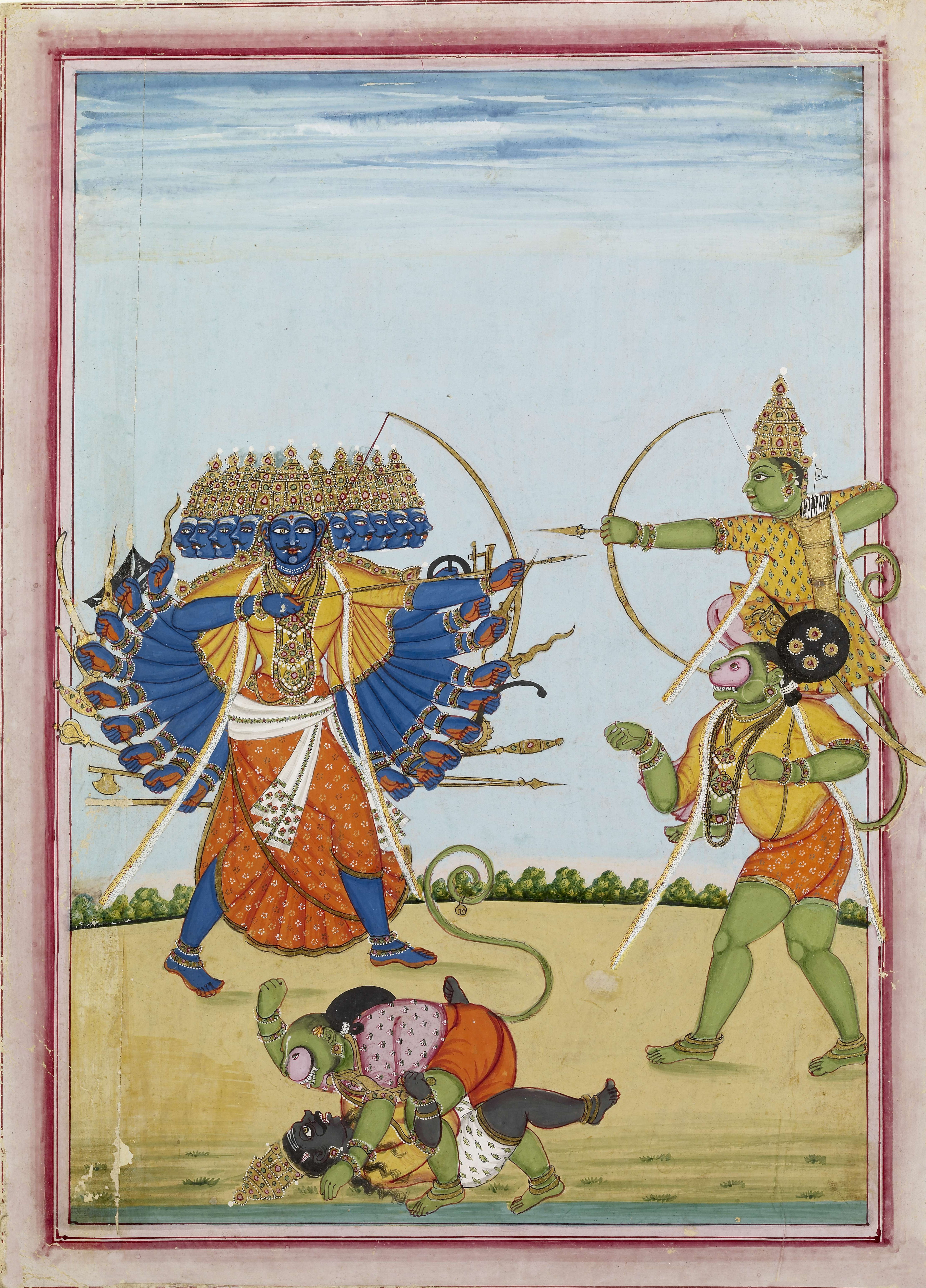
Rama en Hanuman vechten tegen Ravana (rond 1820)
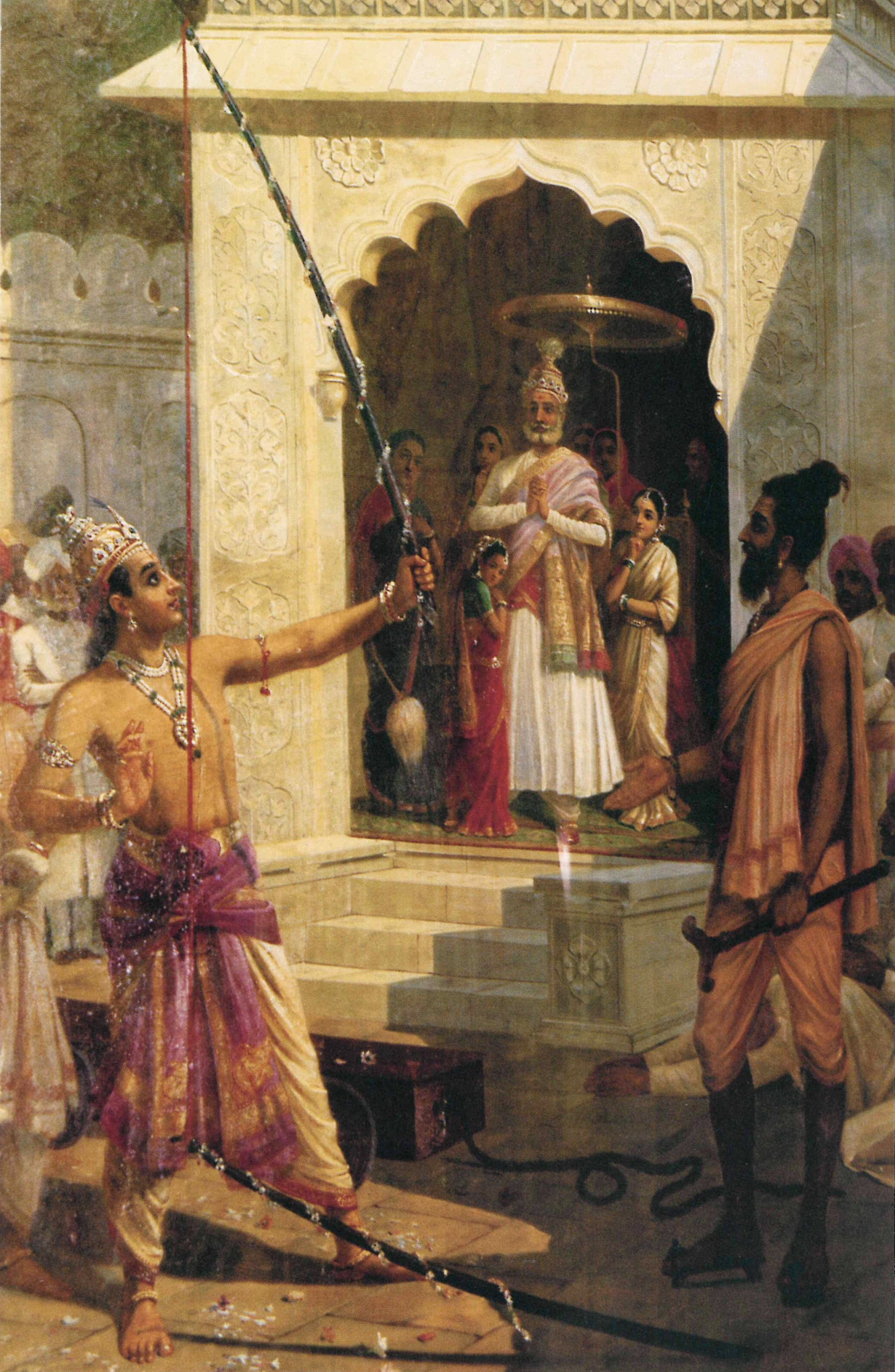
Rama breekt de boog van Shiva en wint de hand van Sita
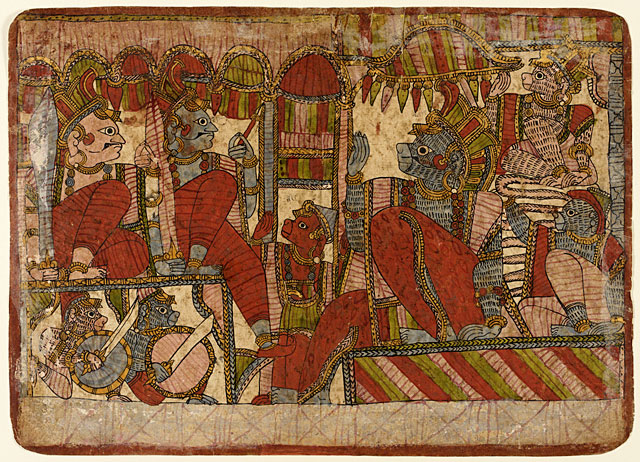
Rama en Lakshmana ontmoeten Sugriva
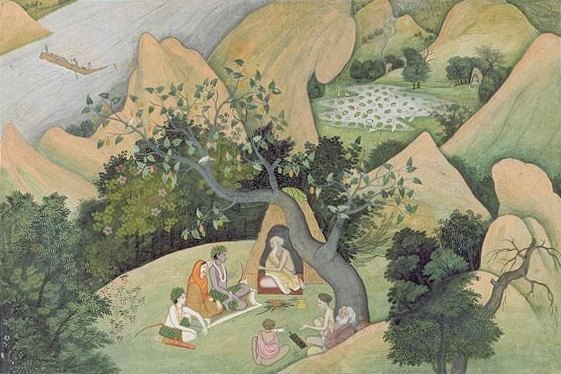
Rama, Sita en Lakshmana bij de Rishi Bharadwaj, ca. 1780
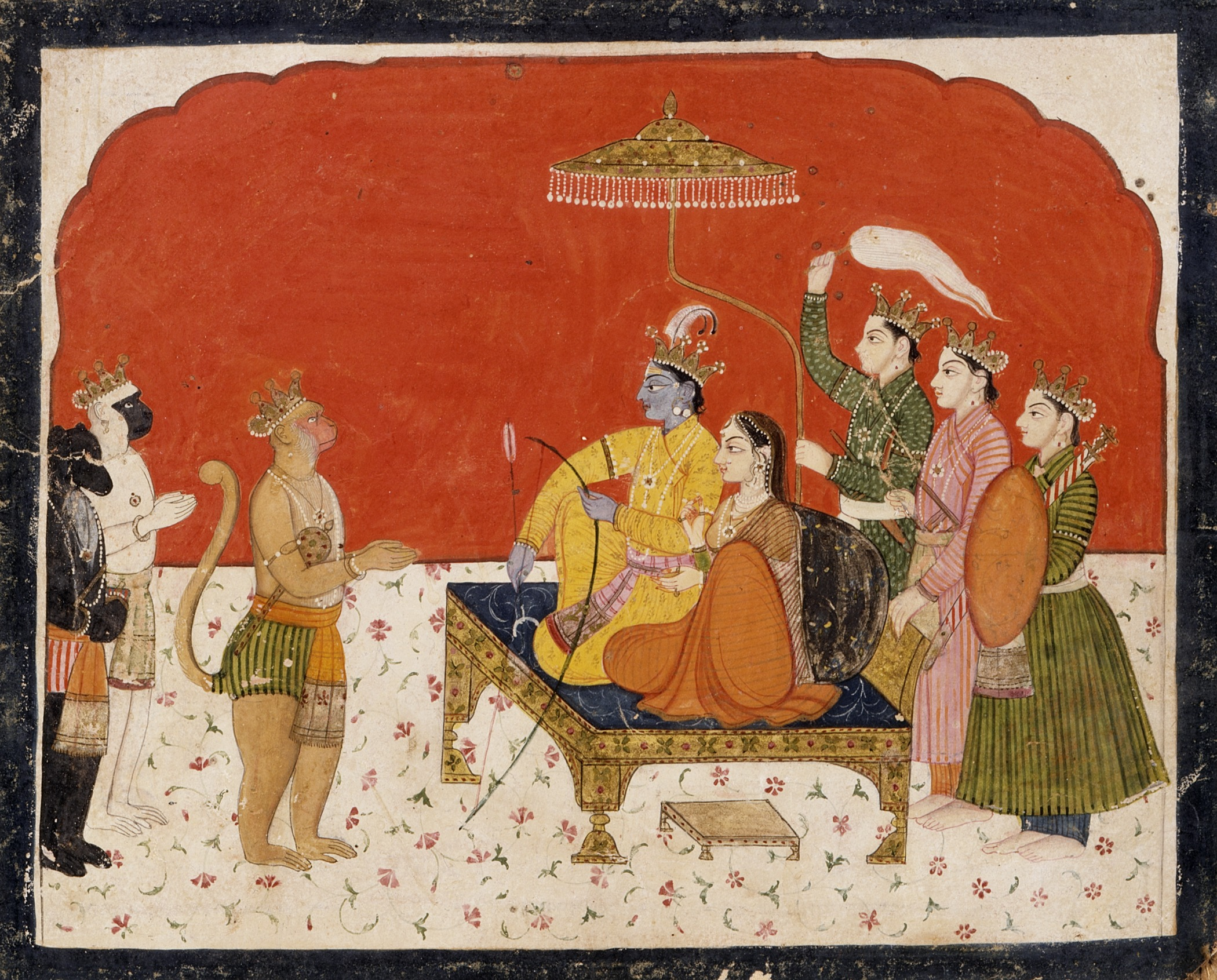
Rama, Sita, Lakshmana, Bharat en Shatrugna